# Liste des pièces de collection finlandaises en euro
 (janvier 2014).
Si vous disposez d'ouvrages ou d'articles de référence ou si vous connaissez des sites web de qualité traitant du thème abordé ici, merci de compléter l'article en donnant les références utiles à sa vérifiabilité et en les liant à la section « Notes et références ».
Une pièce de collection finlandaise en euro est une pièce de monnaie libellée en euro et émise par la Finlande mais qui n'est pas destinée à circuler.  Elle est principalement destinée aux collectionneurs.
La liste ci-dessous présente les pièces de collection, de différentes valeurs faciales, régulièrement émises par la Suomen Rahapaja (Monnaie de Finlande).

## Pièces de 5 euro
- 2003 - Le championnat mondial de hockey sur glace 2003, du designer Pertti Mäkinen. Pièce bimétallique. 150 000 exemplaires en qualité unc (il s'agit d'une pièce de circulation courante).
- 2005 - Dixième championnat du monde d'athlétisme (IAAF), du designer Tapio Kettunen. Pièce bimétallique 170 000 exemplaires en qualité bu et 5 000 en qualité be.
- 2006 - Cent-cinquantième anniversaire de la démilitarisation des îles Åland, du designer Perti Makinen. Pièce monochrome. 55 000 exemplaires en qualité bu.
- 2006 - Présidence de l'union européenne, du designer Reijo Paavilainen. Pièce bimétallique. 100 000 exemplaires en qualité bu.
- 2007 - Indépendance de la Finlande (90 ans), du designer Reijo Paavilainen. Pièce bimétallique. 130 000 exemplaires en qualité bu et 20 000 en qualité be.
- 2008 - Commémoration de la recherche et des sciences finlandaises, du designer Tapio Kettune. Pièce bimétallique. 25 000 exemplaires en qualité bu et 20 000 en qualité be.
- 2010- Provinces historiques de Finlande (I) Varsinais Suomi. Pièce en qualité  BE à 30000 exemplaires et en qualité BU en 90000 exemplaires.
- 2010- Provinces historiques de Finlande (II) Satakunta. Pièce en qualité BE à 30000 exemplaires et en qualité BU en 90000 exemplaires.

## Pièces de 10 euro (argent)
- 2002 - Elias Lönnrot et le folklore.
  - Avers : La plume de l'écrivain, avec les textes suivants: son nom Elias Lönnrot, KANSANRUNOUS, recueils des anciens chants et épopée du peuple finnois et les dates 1802-1884.
  - Revers : Une route parsemée des douze étoiles, la valeur faciale 10 EURO, le millésime 2002 et le nom du pays SUOMI - FINLAND
  - Tirage : 40 000 exemplaires en qualité bu et 40 000 exemplaires en qualité be.
  - Designer : Pertti Mäkinen.
- 2002 - 50e anniversaire des Jeux olympiques d'été de 1952 à Helsinki, des designers Erkki Vainio et Hannu Veijalainen. 10 000 exemplaires en qualité bu et 34 800 en qualité be.
- 2003 - Anders Chydenius, du designer Tero Lounas. 30 000 exemplaires en qualité bu et 30 000 en qualité be.
- 2003 - Mannerheim et Saint-Pétersbourg, du designer Anneli Sipiläinen. 70 000 exemplaires en qualité bu et 27 900 en qualité be.
- 2004 - J.L. Runeberg et la poésie, du designer Heli Kauhanen. 50 600 exemplaires en qualité bu et 22 700 en qualité be.
- 2004 - Tove Jansson et la culture, du designer Pertti Mäkinen. 80 500 exemplaires en qualité be.
- 2005 - Soixante années de paix, du designer Pertti Mäkinen. 5 000 exemplaires en qualité bu et 55 000 en qualité be.
- 2005 - Le soldat inconnu et l'art du film finlandais, du designer Reijo Paavilainen. 25 000 en qualité bu et 25 000 en qualité be.
- 2006 - En l'honneur de l'homme politique et philosophe Johan Vilhelm Snellman : 
  - Avers : Le portrait de l'homme politique, son nom J.V. SNELLMAN et les dates 1806-2006.
  - Revers : Un paysage avec un lever de soleil, la valeur faciale 10 € et le nom du pays SUOMI - FINLAND
  - Tirage : 7 000 exemplaires en qualité bu et 48 000 en qualité be.
  - Designer : Tapio Kettunen.
- 2006 - Réforme du parlement, cent ans du suffrage universel, du designer Perti Makinen. 10 000 exemplaires en qualité bu et 20 000 en qualité be.
- 2007- A.E. Nordenskiold (1832-1901) et le passage du Nord-Ouest, du designer Reijo Paavilainen. 7 000 exemplaires en qualité bu et 33 000 exemplaires en qualité be.
- 2007 - Mikael Agricola et la langue finnoise, du designer Reijo Paavilainen. 6 000 exemplaires en qualité bu et 24 000 en qualité be.
- 2008 - Le drapeau finlandais, du designer Tapio Kettunen. 9 000 exemplaires en qualité bu et 26 000 en qualité be.
- 2008 - Centième anniversaire de la naissance de l'écrivain Mika Waltari (1908-1979), du designer Reijo Paavilainen. 5 000 exemplaires en qualité bu et 15 000 exemplaires en qualité be.
- 2009 - Deux-centième anniversaire de la naissance de Frederik Pacius (1809-1891), du designer Pertti Mäkinen. 7 000 exemplaires en qualité bu et 28 000 en qualité be.
- 2009 - Deux-cents ans du Conseil d'État (Diète de Porvoo) (1809-2009), du designer Reijo Paavilainen. 5 000 exemplaires en qualité bu et 15 000 exemplaires en qualité be.
- 2010 - Centième anniversaire de la naissance de l'architecte Eero Saarinen (1910-1961), du designer Juha Kauko. 6 000 exemplaire en qualité bu et 15 000 exemplaires en qualité be.
- 2010 - Minna Canth (1844-1897) et l'égalité, du designer Reijo Paavilainen. 6 000 exemplaires en qualité bu et 14 000 exemplaires en qualité be.

## Pièces de 20 euro (argent)
- 2009 - Monnaies éthiques : Paix et sécurité, du designer Tapio Kettunen. 3 500 exemplaires en qualité bu et 11 500 exemplaires en qualité be.
- 2010 - Monnaies éthiques : les enfants et la créativité, du designer Rooppe Maatta. 3 500 en qualité bu et 10 000 en qualité be.

## Pièce de 20 euro (or)
- 2005 - Dixième championnat du monde d'athlétisme (IAAF), du designer Pertti Mäkinen. 30 000 exemplaires en qualité be.

## Pièces de 50 euro (bimétallique or et argent)
- 2003 - L'art numismatique finlandais, du designer Matti Peltokangas. 10 600 exemplaires en qualité be.
- 2006 - Présidence finlandaise de l'Union européenne, du designer Reijo Paavilainen. 8 000 exemplaires en qualité be.

## Pièces de 100 euro (or)
- 2002 - Le premier euro finlandais en or, du designer Toivo Jaatinen. 25 000 exemplaires en qualité be.
- 2004 - Albert Edelfelt et la peinture, du designer Pertti Mäkinen. 5 600 exemplaires en qualité bu et 22 700 en qualité be100 euro 2004.
- 2007 - Quatre-vingt-dix ans de l'indépendance de la Finlande, du designer Reijo Paavilainen. 9 000 exemplaires en qualité be.
- 2008 - Bicentenaire de l'autonomie de la Finlande, du designer Reijo Paavilainen. 9 000 exemplaires en qualité be.
- 2009 - La Diète de Porvoo, du designer Reijo Paavilainen. 7 500 exemplaires en qualité be.
- 2010 - Cent-cinquante ans de monnaie finlandaise, du designer Reijo Paavilainen. 7 000 exemplaires en qualité be.